# 日比野正治

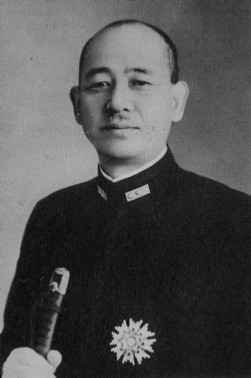
日比野正治

日比野 正治（ひびの まさはる、1885年（明治18年）2月2日 - 1947年（昭和22年）3月7日）は、日本の海軍軍人。最終階級は海軍中将。

## 経歴
愛知一中を経て、鳥羽商船学校本科修了後、1906年11月海軍兵学校（34期）を卒業し、1907年に少尉任官。1912年海軍砲術学校高等科を卒業後、第3艦隊副官、「鞍馬」分隊長を歴任。1917年、海軍大学校（甲種）を卒業。以後、「春日」乗組、軍令部第3班第5課参謀、アメリカ大使館付武官補佐官、「鬼怒」副長などを歴任。
1927年、「大井」艦長となり、さらに「浅間」艦長、海軍大学校教官、「日向」艦長を歴任し、1932年海軍少将に進級。以後、第1戦隊司令官、第11戦隊司令官を務め、1936年に海軍中将・駐満海軍部司令官を拝命。その後、海軍大学校校長、第四艦隊司令長官、呉鎮守府長官、軍事参議官を歴任し、1942年に予備役に編入された。
1947年（昭和22年）3月7日死去。死去後の同年11月28日、公職追放仮指定を受けた。

## 栄典
- 1942年（昭和17年）4月13日 - 勲一等旭日大綬章[2]